# Thực vật thân–rễ

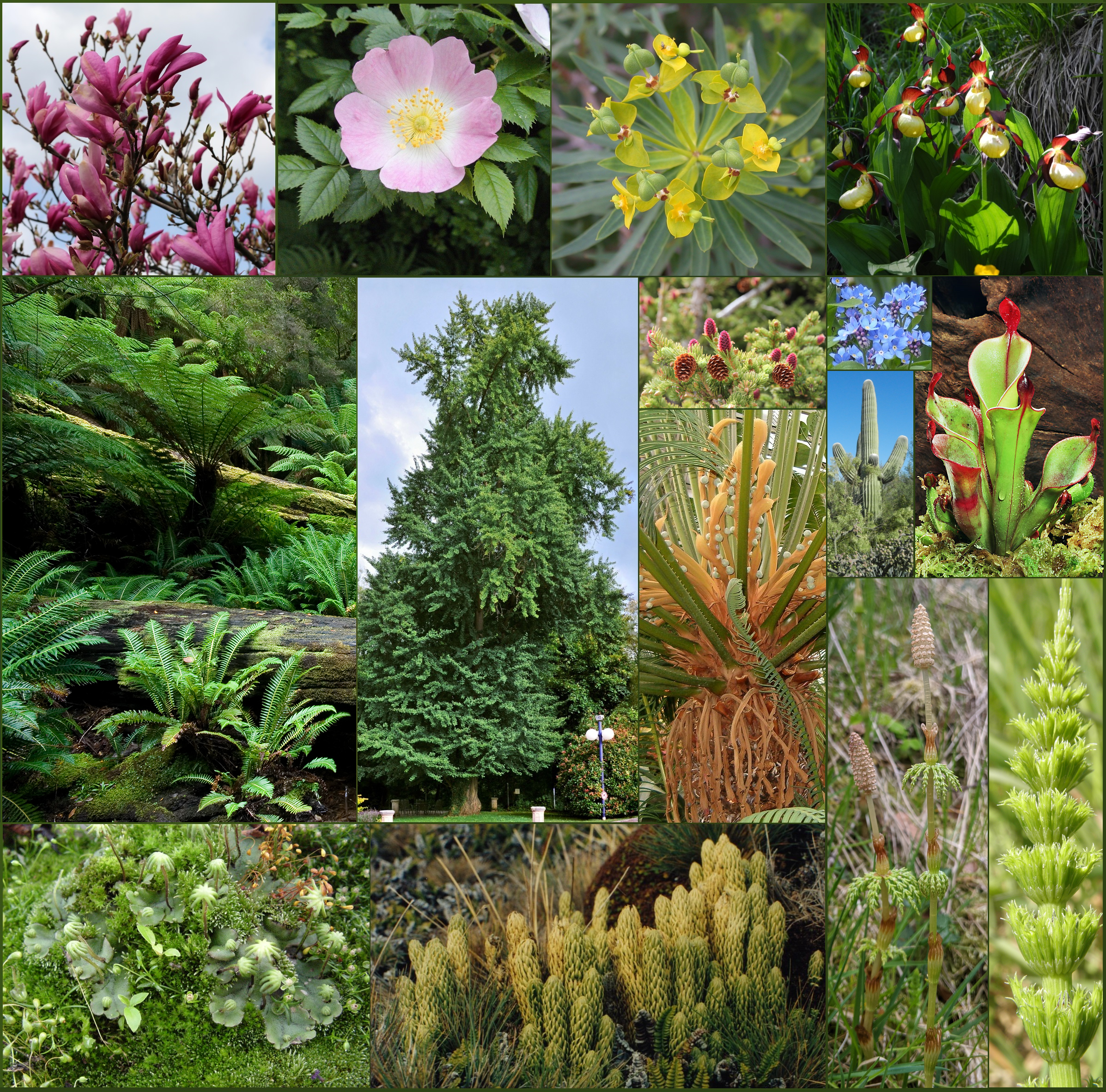
Thực vật thân–rễ chiếm hơn 70% thực vật trên trái đất.

Thực vật thân–rễ (tiếng Anhː Cormophytes hay Cormophyta, từ tiếng Latinh cormus nghĩa là thân, từ tiếng Hy Lạp kormos cũng có nghĩa là thân) là "thực vật có cơ thể phân hóa thành rễ, thân, lá và thích nghi tốt với cuộc sống trên cạn, bao gồm Thực vật hoa ẩn có mạch và Thực vật có hạt." Một cách định nghĩa khác, Thực vật thân–rễ là thực vật có cơ quan sinh dưỡng bao gồm ít nhất hai cơ quan thân và lá, có hoặc không có rễ.
Thuật ngữ "cormophyte" có từ nửa đầu thế kỷ 19 từ sự phân loại của Stephan Endlicher, người đã tách giới Thực vật thành Thực vật tản (thallophytes) và Thực vật thân–rễ (cormophytes) trong tác phẩm Genera plantarum secundum ordines naturales disposita (1836-1840). Thuật ngữ này được sử dụng trong phân loại cổ điển của giới Thực vật, hiện nay đã lỗi thời, ít phổ biến so với từ đồng nghĩa mới hơn của nó là Embryophyta và không còn vị trí trong cây phát sinh loài được chính thức hóa vào những năm 1960.
Những thực vật này khác với thực vật tản, có thân được gọi là tản và cơ thể đơn giản không chuyên hóa thành lá, thân và rễ như địa y, tảo đa bào và một số loài rêu tản.

## Phát sinh loài
Các đơn vị phân loại của thực vật Thực vật thân–rễ là:
|       | Marchantiophyta                                       |
|       |                                                       |
| Musci | \| \| Bryatae \| \| \| \| \| \| Sphagneae \| \| \| \| |
|       | \| \| Bryatae \| \| \| \| \| \| Sphagneae \| \| \| \| |
|       | Anthocerotophyta                                      |
|       |                                                       |
|       | Bryatae                                               |
|       |                                                       |
|       | Sphagneae                                             |
|       |                                                       |

|  | Bryatae   |
|  |           |
|  | Sphagneae |
|  |           |

|                 | Pteridophytina                                              |
|                 |                                                             |
| Spermatophytina | \| \| Gymnosperme \| \| \| \| \| \| Angiosperme \| \| \| \| |
|                 | \| \| Gymnosperme \| \| \| \| \| \| Angiosperme \| \| \| \| |
|                 | Gymnosperme                                                 |
|                 |                                                             |
|                 | Angiosperme                                                 |
|                 |                                                             |

|  | Gymnosperme |
|  |             |
|  | Angiosperme |
|  |             |

|                 | Pteridophytina                                              |
|                 |                                                             |
| Spermatophytina | \| \| Gymnosperme \| \| \| \| \| \| Angiosperme \| \| \| \| |
|                 | \| \| Gymnosperme \| \| \| \| \| \| Angiosperme \| \| \| \| |
|                 | Gymnosperme                                                 |
|                 |                                                             |
|                 | Angiosperme                                                 |
|                 |                                                             |

|  | Gymnosperme |
|  |             |
|  | Angiosperme |
|  |             |

|       | Marchantiophyta                                       |
|       |                                                       |
| Musci | \| \| Bryatae \| \| \| \| \| \| Sphagneae \| \| \| \| |
|       | \| \| Bryatae \| \| \| \| \| \| Sphagneae \| \| \| \| |
|       | Anthocerotophyta                                      |
|       |                                                       |
|       | Bryatae                                               |
|       |                                                       |
|       | Sphagneae                                             |
|       |                                                       |

|  | Bryatae   |
|  |           |
|  | Sphagneae |
|  |           |

|                 | Pteridophytina                                              |
|                 |                                                             |
| Spermatophytina | \| \| Gymnosperme \| \| \| \| \| \| Angiosperme \| \| \| \| |
|                 | \| \| Gymnosperme \| \| \| \| \| \| Angiosperme \| \| \| \| |
|                 | Gymnosperme                                                 |
|                 |                                                             |
|                 | Angiosperme                                                 |
|                 |                                                             |

|  | Gymnosperme |
|  |             |
|  | Angiosperme |
|  |             |

|                 | Pteridophytina                                              |
|                 |                                                             |
| Spermatophytina | \| \| Gymnosperme \| \| \| \| \| \| Angiosperme \| \| \| \| |
|                 | \| \| Gymnosperme \| \| \| \| \| \| Angiosperme \| \| \| \| |
|                 | Gymnosperme                                                 |
|                 |                                                             |
|                 | Angiosperme                                                 |
|                 |                                                             |

|  | Gymnosperme |
|  |             |
|  | Angiosperme |
|  |             |